# Представление группы
Представле́ние гру́ппы — вообще говоря, любое действие группы.
Однако чаще всего под представлением группы понимается линейное представление группы, то есть действие группы на векторном пространстве.
Иными словами, представление группы — это гомоморфизм заданной группы в группу невырожденных линейных преобразований векторного пространства.
Представления групп позволяют свести многие теоретико-групповые задачи к задачам линейной алгебры.
Представления групп также имеют приложения в теоретической физике, так как  позволяют понять, как группа симметрии физической системы влияет на решения уравнений, описывающих эту систему.

## Определение
Пусть {\displaystyle G} — заданная группа и {\displaystyle W} — векторное пространство. Тогда представление группы {\displaystyle G} — это отображение {\displaystyle A}, ставящее в соответствие каждому элементу {\displaystyle g\in G} невырожденное линейное преобразование {\displaystyle A_{g}:W\to W}, причём выполняются свойства
{\displaystyle A_{gh}=A_{g}\,A_{h},\ \,A_{g^{-1}}=A_{g}^{-1}\quad (\forall g,h\in G).}
(Второе свойство выводится из первого.) Векторное пространство {\displaystyle W} называется в этом случае пространством представления {\displaystyle A}. Раздел математики, который изучает представления групп, называется теорией представлений (групп).
Представление можно понимать как запись группы с помощью матриц или преобразований линейного пространства.
Смысл использования представлений групп заключается в том, что задачи из теории групп сводятся к более наглядным задачам из линейной алгебры, зачастую допускающим решение вычислительного характера.
Этим объясняется большая роль теории представлений в различных вопросах алгебры и других разделов математики. Например, одномерные представления симметрической группы {\displaystyle S_{n}} и знакопеременной группы {\displaystyle A_{n}} играют большую роль при доказательстве невозможности разрешения в радикалах алгебраического уравнения степени выше 4. В квантовой механике важную роль играют бесконечномерные (в которых векторное пространство — гильбертово) представления групп (в первую очередь группы Лоренца).

## Связанные определения
- Пусть {\displaystyle A\colon G\to \operatorname {Aut} (W)} есть представление группы {\displaystyle G}, здесь {\displaystyle \operatorname {Aut} (W)} — группа невырожденных линейных преобразований (автоморфизмов) пространства {\displaystyle W}. Размерностью представления {\displaystyle A} называется размерность векторного пространства {\displaystyle (\dim W).}

- Представления {\displaystyle A:G\to \operatorname {Aut} (W)} и {\displaystyle A'\colon G\to \operatorname {Aut} (W')} одной и той же группы {\displaystyle G} называются эквивалентными, если существует такой изоморфизм {\displaystyle C:W'\to W} векторных пространств, что {\displaystyle A'_{g}=C^{-1}A_{g}C\ (\forall g\in G).} Отсюда следует, в частности, что эквивалентные представления имеют одинаковую размерность. Обычно представления рассматриваются с точностью до эквивалентности.

- Представление {\displaystyle A:G\to \operatorname {Aut} (W)} называется прямой суммой представлений {\displaystyle A^{(i)}:G\to \operatorname {Aut} (W_{i}),\ i=1,\ldots ,n,} если {\displaystyle W=W_{1}\oplus \cdots \oplus W_{n}} (здесь знак {\displaystyle \oplus } означает прямую сумму векторных пространств), причём для каждого {\displaystyle g\in G} подпространство {\displaystyle W_{i}\subset W} инвариантно относительно преобразования {\displaystyle A_{g}:W\to W} и индуцированное ограничением {\displaystyle A} на {\displaystyle W_{i}} представление {\displaystyle G\to \operatorname {Aut} (W_{i})} эквивалентно {\displaystyle A^{(i)}.}

- Для данного представления {\displaystyle A\colon G\to \operatorname {Aut} (W)} отображение {\displaystyle \chi _{A}\colon g\to \mathrm {tr} A(g)} называется характером {\displaystyle A}; здесь {\displaystyle \mathrm {tr} } обозначает след.

## Типы представлений
- Представление называется точным, если ядро соответствующего гомоморфизма состоит лишь из единичного элемента.

- Представление группы {\displaystyle G} называется приводимым, если в векторном пространстве {\displaystyle W} есть подпространство, отличное от нулевого и самого {\displaystyle W}, инвариантное для всех преобразований {\displaystyle A_{g}:W\to W(\forall g\in G)}. В противном случае представление называется неприводимым, или простым (при этом представление на пространстве {\displaystyle W=\{0\}} не считается неприводимым). Теорема Машке утверждает, что конечномерные представления конечных групп над полем характеристики ноль (или положительной, но не делящей порядок группы) всегда раскладываются в прямую сумму неприводимых.

- Всякое неприводимое представление коммутативной группы над полем комплексных чисел одномерно. Такие представления называются характерами.

- Представление называется регулярным, если {\displaystyle W} — пространство функций на группе {\displaystyle G} и линейное преобразование {\displaystyle A_{g}:W\to W} ставит в соответствие каждой функции {\displaystyle f(\omega ),\ \omega \in G,} функцию {\displaystyle f(g\omega ),\ \omega \in G}. Иными словами, регулярным называется естественное представление на групповом кольце группы.

- Представление называется унитарным относительно некоторого эрмитова скалярного произведения в пространстве {\displaystyle W} над полем {\displaystyle \mathbb {C} }, если все преобразования {\displaystyle A_{g}:W\to W(\forall g\in G)} являются унитарными. Представление называется унитаризуемым, если в векторном пространстве {\displaystyle W} (над полем {\displaystyle \mathbb {C} }) множно ввести такое эрмитово скалярное произведение, относительно которого оно является унитарным. Любое представление конечной группы {\displaystyle G} унитаризуемо: достаточно выбрать в пространстве {\displaystyle W} произвольное эрмитово скалярное произведение {\displaystyle \langle x,y\rangle } и определить искомое эрмитово скалярное произведение формулой {\displaystyle (x,y)=\sum _{g\in G}\langle A_{g}(x),A_{g}(y)\rangle .}

- Если {\displaystyle G} ― топологическая группа, то под представлением группы {\displaystyle G} обычно понимается непрерывное линейное представление {\displaystyle A} группы {\displaystyle G} в топологическом векторном пространстве {\displaystyle W}. Это значит, что непрерывно отображение из {\displaystyle G\times W} в {\displaystyle W}, заданное как {\displaystyle (g,v)\mapsto A_{g}v}[1].

## Примеры
- Унитарная группа U(1) может быть представлена как группа вращений двумерного пространства вокруг центра.
- Представление симметрической группы {\displaystyle S_{n}} может быть получено следующим образом. Выберем в векторном пространстве {\displaystyle W} размерности {\displaystyle n} базис {\displaystyle e_{1},\ldots ,e_{n}}. Для каждой перестановки {\displaystyle g\in S_{n}:\ (1,\ldots ,n)\mapsto (i_{1},\ldots ,i_{n})} определим линейное преобразование {\displaystyle A_{g}:W\to W,} переводящее базисный вектор {\displaystyle e_{k}} в базисный вектор {\displaystyle e_{i_{k}},} где {\displaystyle k=1,\ldots ,n.} Таким образом получается {\displaystyle n}-мерное представление группы {\displaystyle S_{n}.}
- Неприводимое двумерное представление группы {\displaystyle S_{3}} можно получить, выбрав в плоскости {\displaystyle W} базис {\displaystyle e_{1},e_{2},} положив вектор {\displaystyle e_{3}=-(e_{1}+e_{2})} и определив для каждой перестановки {\displaystyle g\in S_{3}:\ (1,2,3)\mapsto (i_{1},i_{2},i_{3})} линейное преобразование {\displaystyle A_{g}:W\to W}, переводящее {\displaystyle e_{1}} в {\displaystyle e_{i_{1}}} и {\displaystyle e_{2}} в {\displaystyle e_{i_{2}}.}
- Присоединённое представление — представление группы Ли, действующее на соответствующей алгебре Ли.
- Коприсоединённое представление — представление, сопряжённое[англ.] к присоединённому.

## Вариации и обобщения
В более широком смысле под представлением группы может пониматься гомоморфизм группы в группу всех обратимых преобразований некоторого
множества {\displaystyle X}.
Например:
- Проективное представление группы — гомоморфизм группы в группу проективных преобразований проективного пространства.